# てのりくま
てのりくま（ラテン文字表記：TENORIKUMA）は、日本のサンリオによるキャラクター。2005年開発。
身長4 cmの小さなクマで、「てのりくまコーヒー」というコーヒーショップで働いているという設定。

## 来歴
- 2005年12月15日 - 公式サイトを開設。
- 2005年12月21日 - 第1号商品として絵本『TENORIKUMA 小さなコーヒーブレイク[5]』を発売。
- 2006年2月8日 - 30品目のキャラクターグッズを発売開始。
- 2006年4月26日 - 20品目のキャラクターグッズを追加発売。
- キッズステーションにて人形劇が放映された。

## 設定
※設定は変更されていることがある。2007年現在の設定で、過去の資料は異なる可能性がある。
ラッテくん　（イメージカラー：赤）
主人公。がんばり屋。イメージカラーのバンダナを首に巻き（他の4人の仲間も同様）、左耳にハートマークがある。
メープルちゃん　（イメージカラー：ピンク）
きれい好きな女の子。紅一点。ラッテくんと一緒に働く。
マキアートくん　（イメージカラー：青）
頼りがいがありしっかり者。
フラッペくん　（イメージカラー：緑）
恥ずかしがり屋だが意外と力持ち。
チャイくん （イメージカラー：黄）
元気が取り柄だがちょっぴりドジ。
マドラーさん
かき混ぜられることは実は少々苦手なマドラー。
ミスター・スチーム
熱い飲み物から出現してくる湯気のお化け。
角さとうくん
いつも二つ一緒にいて周囲を甘い気分にする角砂糖。

## コミカライズ
講談社の漫画雑誌『なかよし』にて2007年6月号から2008年12月号まで『プチっと!てのりくま』という題名で連載された。ゆみみが作画を担当している。単行本は、同社のプレミアムKCから1巻が刊行されている。
コミカライズのみのオリジナルキャラクターとして、「てのりくまコーヒー」オーナーと、その娘・ここあが存在する。

## サンリオキャラクター大賞の順位
『いちご新聞』の読者投票企画「サンリオキャラクター大賞」では第26回（2011年）の30位が歴代最高である。
2013年サンリオキャラクター大賞51位。2013年サンリオキャラクター大賞の特別企画である「これやります宣言」で、「25位以内ならてのりくまコーヒー特製のコーヒークッキーを発売する」と宣言していたが、ランクインを逃し実現とはならなかった。
エントリーキャラクターが80キャラクターに減少した2019年以降は出場なし。
また、いちご新聞オリジナル企画で2016年より「サブキャラコンテスト」が開催されている。第1回（2016年）の「サブキャラコンテスト」では「てのりくま」のサブキャラは「ミスター・スチーム」がノミネートされ37位にランクインされている。第2回（2017年）の「サブキャラコンテスト」では「マドラーさん」がノミネートされ47位にランクインされている。第4回（2019年）は第1回（2016年）〜第3回（2018年）までの上位20キャラクター同士の決戦コンテストで、「てのりくま」のサブキャラは全てトップ20位圏外のためノミネートなしであった。
- 2024年サンリオキャラクター大賞79位
- 2023年サンリオキャラクター大賞72位
- 2019年以降出場なし。
- 2018年サンリオキャラクター大賞78位（いちご新聞ランキング74位[11]）。
- 2017年サンリオキャラクター大賞69位（いちご新聞ランキング52位[12]）。
- 2016年サンリオキャラクター大賞72位（いちご新聞ランキング61位[13]） ／ なでる投票70位[14]。
- 2015年サンリオキャラクター大賞56位[15]（いちご新聞ランキング53位[16]）。
- 2014年サンリオキャラクター大賞20位圏外[17][18][注釈 1]（いちご新聞ランキング61位[20]）。
- 2013年サンリオキャラクター大賞51位。
- 2012年サンリオキャラクター大賞37位[21]。
- 2011年サンリオキャラクター大賞30位[22]。
- 2010年サンリオキャラクター大賞20位圏外[23]。
- 2006年〜2009年サンリオキャラクター大賞10位圏外。

## その他
- 『いちご新聞』でてのりくまが初めて表紙を飾ったのは、2006年2月号（456号）である[24]。
- 数多くあるサンリオキャラクターの中において、てのりくまは最小のキャラクターである[3]。
- エクサムが発売するキッズ向けトレーディングカードアーケードゲームであるハローキティとまほうのエプロン 〜サンリオキャラクター大集合!〜の第4弾『〜みんな集まれ!お料理パーティー!〜』に登場するキャラクターのひとつとしててのりくまが起用された[25]。